# Доведийский субстрат
Доведи́йский субстра́т — обобщающий термин для ряда особенностей ведийского санскрита, не свойственных прочим индоевропейским языкам и в то же время распространённых в других языковых семьях Юго-Восточной Азии.

## Термин
Используемый в ряде популярных книг термин доарийский субстрат является некорректным, поскольку охватывает слишком большую и разнородную по этническому составу территорию и не имеет чёткой хронологической привязки.
А. Лубоцкий указывает на черты, отличающие гипотетический субстрат, связанный с языком бактро-маргианской культуры (слова которого встречаются как в иранских, так и индоарийских языках) от гораздо более позднего доведийского субстрата, предположительно связанного с культурой долины Инда, чьи слова встречаются только в индоарийских языках, но не в иранских. Лубоцкий отмечает также, что если в период контактов с бактро-маргианской культурой общая индоиранская лексика указывает скорее на кочевой образ жизни, то уже в индоарийский период растёт роль сельского хозяйства
Заимствования из дравидийских языков относятся к контактам, начиная с раннеисторической эпохи, и довольно заметно отличаются от рассматриваемых выше субстратов.
Наконец, сингальский язык и язык ведда (Шри-Ланка) содержат субстратную «протоведдскую» лексику, которая, однако, едва ли связана с субстратом в санскрите. Эти заимствования относятся к наиболее поздним и никак не затронули все прочие индоарийские языки.

## Общая характеристика
К наиболее ярким характеристикам относятся:
- в фонологии — наличие ретрофлексных согласных, противопоставленных дентальным;
- в морфологии — образование герундия;
- в синтаксисе — использование маркера косвенной речи («iti»)[3].

Такие характеристики наряду с наличием лексики, не объяснимой из реконструируемого протоиндоевропейского языка, ряд лингвистов приписывают местному субстрату — языкам, которые были распространены до вторжения индоарийских народов на севере и северо-западе Южной Азии.

## Фонология
Из языков современной Индии ретрофлексные фонемы существуют в бурушаски, нуристанских, дравидийских и мунда языках. Ретрофлексные фонемы, кроме того, реконструируются для протоязыков данных семей, с наименьшей уверенностью для прото-мунда и, таким образом, могут рассматриваться как ареальная особенность языков Индостана. В то же время ретрофлексные фонемы не реконструируются ни для протоиндоевропейского, ни для протоиндоиранского языков.

## Лексика
Томас Барроу составил список примерно из 500 слов санскрита, которые он считал заимствованными из дравидийских, однако позднее существенно сократил этот список. Ф. Кёйпер обнаружил в Ригведе 383 слова, то есть около 4 % от всего её лексикона, которые он считал заимствованными из дравидийских, мунда и ряда других, включая предположительно исчезнувшие в дописьменный период языки. М. Майрхофер считает, что целый ряд слов в Ригведе с префиксами ka- или ki- может происходить из неизвестного языка, предположительно родственного австроазиатским. Примеры: kavandha — «бочка», kākambīra — некоторое дерево, IAST: kavaṣa — «с широко расставленными ногами», kakardu — «деревянная палочка», kapardin — «с узлом из волос», kimīda — «демон», śimidā — «демон женского рода», kilāsa — «пятнистый, проказный», kiyāmbu — водное растение, kīnāśa — «пахарь», kumāra — «мальчик», kulāya — «гнездо», kuliśa — «топор», IAST: kuluṅga 1 — «антилопа», IAST: Kuruṅga — имя вождя Турваша.
В то же время в постведийский период в санскрит из дравидийских языков также проник ряд слов, например IAST: nāraṅgaḥ — «апельсин» (впервые засвидетельствовано ок. VI века н. э. в тексте «Сушрута Самхита»), таким образом, заимствования из дравидийских языков не обязательно связаны с субстратом.
Тот факт, что язык брахуи из дравидийской семьи, существующий на территории Белуджистана, значительно отдалён от основной массы дравидийских языков, сосредоточенных на юге Индии, рядом лингвистов рассматривался как доказательство древнего проживания дравидийцев на севере Индостана. С другой стороны, ряд современных исследований показывает, что миграция носителей языка брахуи в Белуджистан могла произойти значительно позже, уже в исторический период.
Хок и Тикканен допускают вероятность, что различные синтаксические явления в индоарийских языках, не свойственные прочим индоевропейским языкам, могут быть связаны не с субстратом, а с адстратом (то есть контактами в более поздний период).